# Macromitrium fulvum
Macromitrium fulvum är en bladmossart som beskrevs av Mitten 1859. Macromitrium fulvum ingår i släktet Macromitrium och familjen Orthotrichaceae. Inga underarter finns listade i Catalogue of Life.